# Henry M. Goldfogle

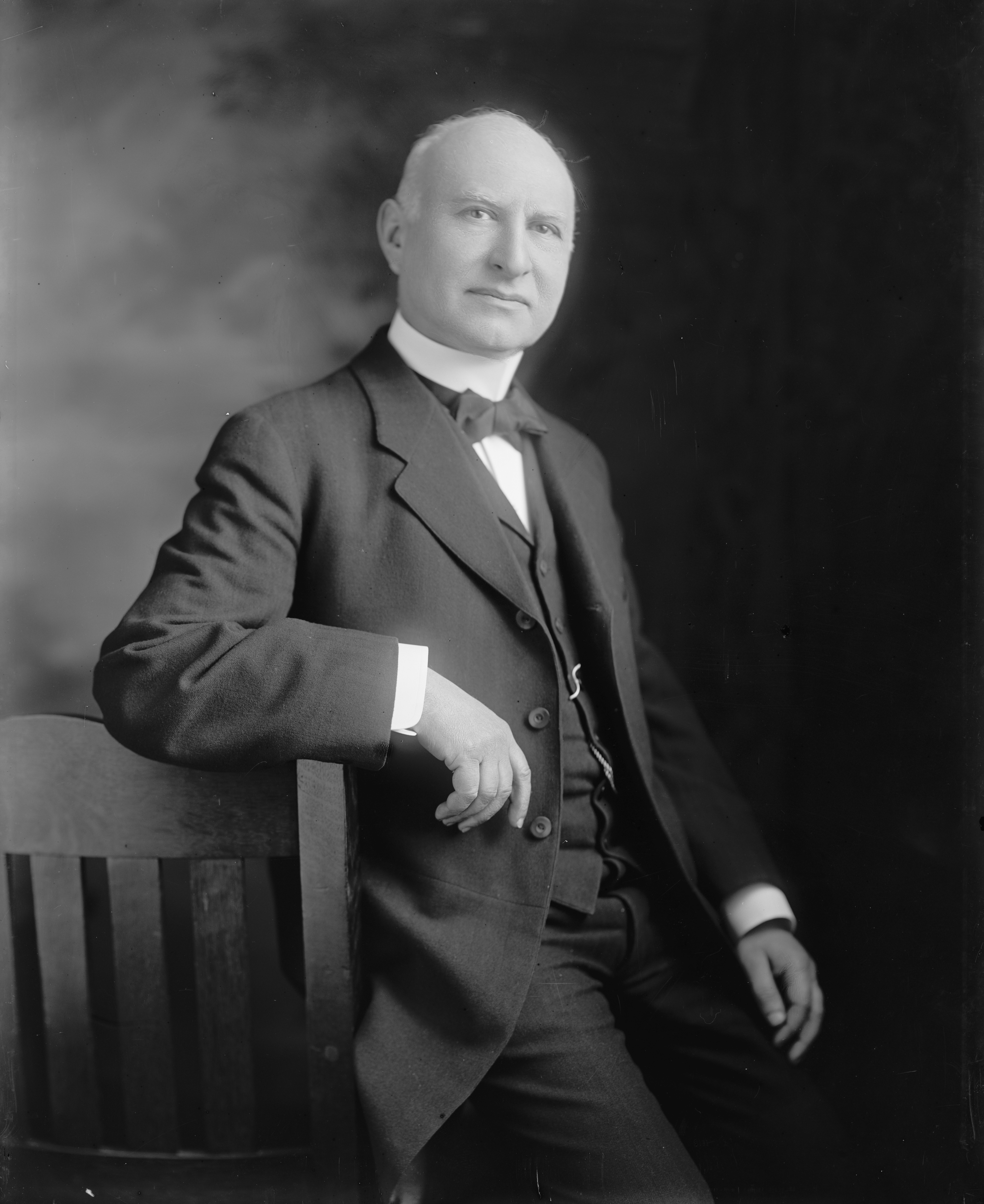
Henry M. Goldfogle

Henry Mayer Goldfogle (* 23. Mai 1856 in New York City; † 1. Juni 1929 ebenda) war ein US-amerikanischer Politiker.
Goldfogle studierte Jura, wurde 1877 in die Anwaltschaft aufgenommen und begann sogleich in New York City zu praktizieren. 1887 und 1893 war er Richter am 5. Distriktgericht sowie von 1888 bis 1900 am Amtsgericht von New York City. Danach begann Goldfogle wieder als Anwalt tätig zu werden.
In den Jahren 1892 und 1896 war Goldfogle Delegierter auf den jeweiligen Democratic National Conventions. Bei den Wahlen zum 57. Kongress wurde er für seine Partei in das Repräsentantenhaus der Vereinigten Staaten gewählt und vertrat dort den Bundesstaat New York vom 4. März 1901 bis 3. März 1915. Insgesamt wurde er sechsmal wiedergewählt. Bei der Wiederwahl in den 64. Kongress unterlag er dem Sozialisten Meyer London. Dieser konnte seinen Sitz auch bei der folgenden Wahl gegen Goldfogle verteidigen und wurde erst bei der Wahl zum 66. Kongress von Goldfogle geschlagen. Goldfogle gehörte nun vom 4. März 1919 bis zum 3. März 1921 erneut dem Repräsentantenhaus der Vereinigten Staaten an, verlor seinen Sitz jedoch schon wieder bei der nächsten Wahl an Meyer London. Nach seinem Ausscheiden aus der Politik begann Goldfogle wieder zu praktizieren. Im Juli 1921 wurde er zum Präsidenten des New York City Board of Taxes and Assessments ernannt. Er hatte dieses Amt bis zu seinem Tod am 1. Juni 1929 inne. Goldfogle wurde auf dem Union Hills Cemetery auf Long Island beigesetzt.